# Marinekazerne Suffisant

Embleem van de Marinekazerne Suffisant op Curacao

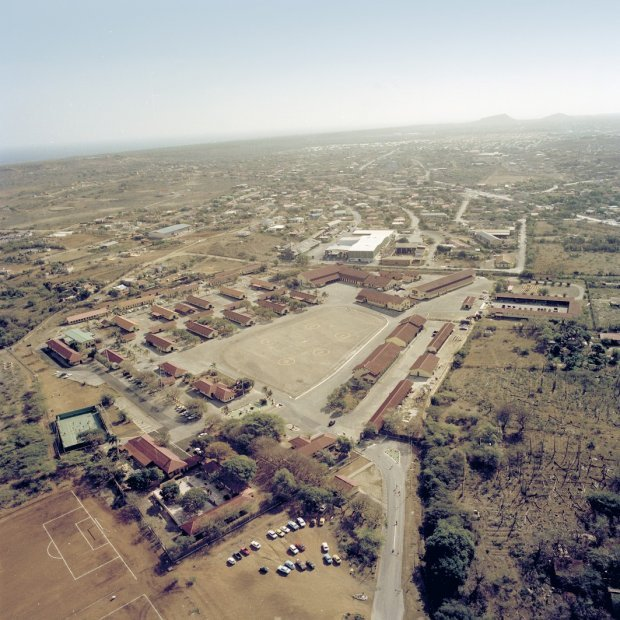
Luchtopname van de Marinierskazerne Suffisant te Curaçao op de Nederlandse Antillen

Marinekazerne Suffisant is een steunpunt van de Koninklijke Marine op het eiland Curaçao. Vanaf de bouw in 1929 is Suffisant gedurende 80 jaar de thuisbasis geweest van de 31e Infanteriecompagnie van het Korps mariniers. Sinds 2009 worden er vooral lokale militairen (miliciens) opgeleid door Nederlandse Mariniers. De kazerne valt onder het Commandement der Zeemacht Caribisch gebied en staat onder leiding van majoor der mariniers Christ van Dinteren.

## Geschiedenis
De kazerne is gebouwd in 1929 naar aanleiding van de overval op het waterfort in Curaçao door Venozolaanse revolutionairen onder leiding van Rafael Simón Urbina. Doel was het buit maken van wapens en munitie waarmee een staatsgreep in Venezuela zou kunnen worden gepleegd. De groep gijzelde de Nederlandse gouverneur en de commandant van de militaire politie en slaagde er zo in te ontkomen naar Venezuela. Daar werden ze echter opgepakt.
De Nederlandse regering stuurde per omgaande een compagnie mariniers om het eiland te verdedigen. Deze 31e Infanteriecompagnie zou tot 2009 permanent op Curaçao gelegerd blijven. De compagnie had daarnaast had de taak om de orde te handhaven bij opstanden en stakingen en om bijstand te verlenen bij calamiteiten.
Behalve mariniers zijn in het verleden onder meer de volgende eenheden gestationeerd geweest op Suffisant:
- 1942 - 1947: Commando van de Nederlandse troepen zee- en landstrijdkrachten en geallieerden
- 1947 - 1951: Oorlogsvrijwilligers van de KL en het KNIL
- 1978 - : Detachement Suffisant: Antilliaanse militie, detachement Korps Mariniers, Marine Patrouille en Vloot Patrouille
- 1988 - : Vrijwilligers Korps Curaçao en Koninklijke marechausse
- 1997 - 2005: Detachement van de Marine Luchtvaartdienst

## Huidig gebruik

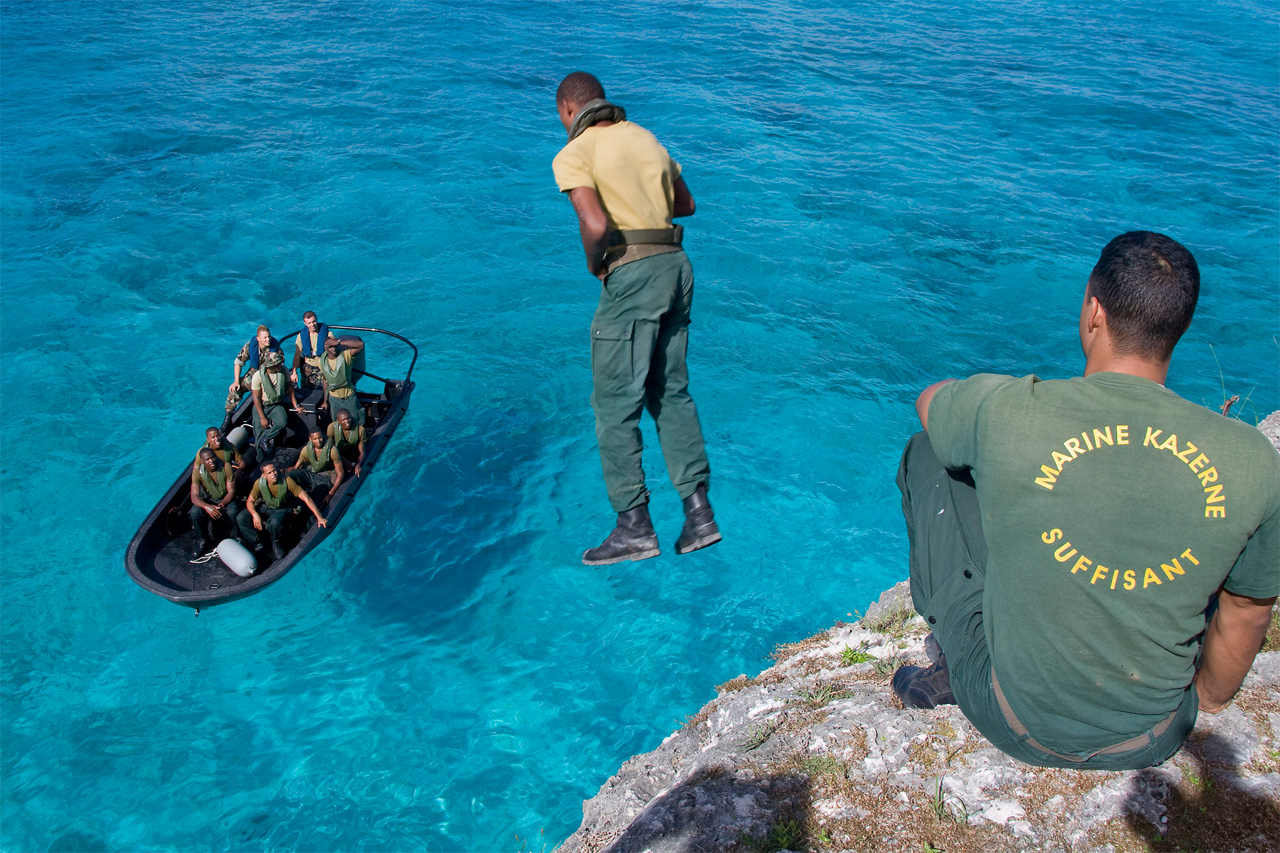
Tijdens de elementaire vakopleiding wordt de milicien onder andere zelfvertrouwen bijgebracht

De kazerne is nu hoofdzakelijk een opleidingskazerne voor lokale miliciens, Antilliaanse dienstplichtigen. Daarnaast biedt de kazerne onderdak aan verschillende militaire eenheden: het Vrijwilligers Korps Curaçao (VKC), de Curaçaose militie (CurMil) de Koninklijke Marechaussee (KMar). Ten slotte heeft de basis een faciliterende functie bij militaire oefeningen. Marinekazerne Suffisant wordt met enige regelmaat bezocht door leden van het Kabinet en het Koninklijk Huis.

#### Opleiding Curaçaose en Arubaanse Militie
Voor de opleiding van de Curaçaose en Arubaanse milities kent de kazerne een beperkte vaste bezetting van 27 mariniers en andere marinemedewerkers. Bij het opleiden worden zij geassisteerd door kaderleden van de CurMil. Er wordt zowel een elementaire als voortgezette opleiding gegeven tot en met de rang van officier.

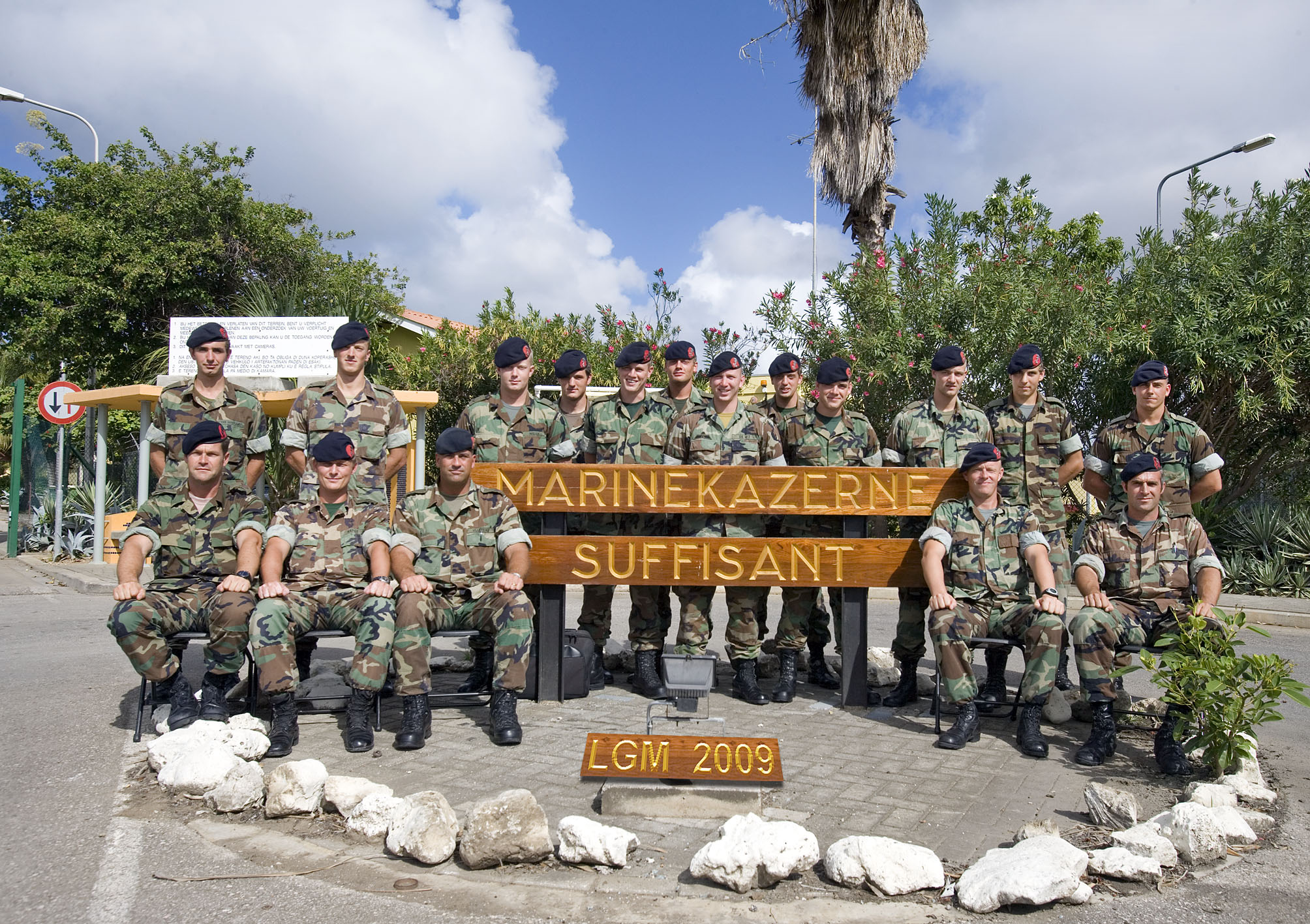
Mariniers bij het toegangsbord van Marinekazerne Suffisant

Cursisten beginnen met zes maanden militaire vorming in de zogenaamde Elementaire Vakopleiding (EVO). Deze is gebaseerd op de eisen van het Korps Mariniers. Daarna volgen zij de Civiele Vakopleiding (CVO). Na het succesvol afronden van de CVO, krijgt de dienstplichtige zijn baret en treedt hij in dienst bij de Curaçaose of Arubaanse Militie.
Eventueel kan de milicien de Voortgezette Vak Opleiding (VVO) volgen, die de jongere in vijf maanden opleidt tot korporaal.

#### Sociaal Vormende Dienstplicht en Sociaal Vormend Traject
Daarnaast vindt op de kazerne Suffisant een Sociaal Vormende Dienstplicht (SVD) plaats. Dit is een speciaal opleidingsprogramma om probleemjongeren een nieuwe start in de samenleving te geven. Via een op militaire leest geschoeid programma onder leiding van mariniers en kaderleden van de CurMil wordt de jongeren een sociale vaardigheden en doorzettingsvermogen bijgebracht. Het is een van de negen trajecten waarin "sociaal vormingsplichtige" jongeren kunnen worden geholpen op Curaçao. Het SVD-traject duurt 11 maanden. Op Aruba bestaat een vergelijkbaar programma met dezelfde doelstelling: het Sociaal Vormend Traject (SVT).

#### CurMil
De kazerne huisvest tevens het operationeel inzetbare gedeelte (een peloton) van de Curaçaose Militie. Dit peloton kan worden ingezet voor ordehandhaving en criminaliteitsbestrijding ter ondersteuning van het Korps Politie Curaçao (KPC). Inclusief de opleiding omvat de CurMil circa 110 miliciens en kaderleden.

#### KMar
Op de kazerne is ook de KMar-brigade voor het Caribisch gebied gelegerd. In 2013 werd in het gebouw van de KMar de verdachte van de moord op de politicus Helmin Wiels vastgehouden.

#### Faciliterende functie
De kazerne faciliteert tevens oefeningen van Nederlandse en buitenlandse eenheden. Deze trainen regelmatig op en rondom Curaçao vanwege het prettige klimaat, de zee en een eigen groot militair schietterrein Wacawa. Op dit schietterrein kan amfibisch optreden worden geoefend tegelijk met ondersteunende beschietingen door scheepsartillerie, in het Engels ‘Naval Gunfire Support’ genoemd. Geregelde bezoekers zijn onder meer Netherlands Maritime Special Operations Forces, de Duik- en Demonteer Groep en Noorse en Zweedse speciale eenheden.